# Eleições parlamentares europeias de 2004 (Lituânia)
As eleições parlamentares europeia de 2004 na Lituânia, realizaram-se a 13 de junho e, serviram para, pela primeira vez, eleger os 13 deputados nacionais ao Parlamento Europeu.

## Resultados Oficiais
| Partido                 | Partido                                         | Votos     | %               | Deputados |
| ----------------------- | ----------------------------------------------- | --------- | --------------- | --------- |
|                         | Partido Trabalhista                             | 363 931   | 30,16 / 100,00  | 5 / 13    |
|                         | Partido Social Democrata                        | 173 888   | 14,43 / 100,00  | 2 / 13    |
|                         | União da Pátria                                 | 151 400   | 12,58 / 100,00  | 2 / 13    |
|                         | União Liberal e de Centro                       | 135 431   | 11,23 / 100,00  | 2 / 13    |
|                         | União dos Camponeses e Novo Partido Democrático | 89 338    | 7,41 / 100,00   | 1 / 13    |
|                         | Partido Liberal Democrático                     | 82 368    | 6,83 / 100,00   | 1 / 13    |
|                         | Acção Eleitoral dos Polacos - União dos Russos  | 68 937    | 5,71 / 100,00   | 0 / 13    |
|                         | Nova União (Social-liberais)                    | 58 527    | 4,85 / 100,00   | 0 / 13    |
|                         | Democratas-Cristãos                             | 33 162    | 2,75 / 100,00   | 0 / 13    |
|                         | União Social dos Conservadores Cristãos         | 31 060    | 2,57 / 100,00   | 0 / 13    |
|                         | Partido do Progresso Nacional                   | 14 294    | 1,18 / 100,00   | 0 / 13    |
|                         | Outros                                          | 3 663     | 0,30 / 100,00   | 0 / 13    |
| Votos Inválidos         | Votos Inválidos                                 | 76 930    | 6,00 / 100,00   |           |
| Total                   | Total                                           | 1 282 634 | 100,00 / 100,00 | 13 / 13   |
| Eleitorado/Participação | Eleitorado/Participação                         | 2 654 336 | 48,32 / 100,00  |           |
| Fonte                   | Fonte                                           | [ 1 ]     | [ 1 ]           | [ 1 ]     |